# Blastobasis xanthographella
Blastobasis xanthographella é uma espécie de mariposa do gênero Blastobasis pertencente à família Coleophoridae.